# Unsere alten Tage
Unsere alten Tage ist ein Dokumentarfilm des DEFA-Studios für Dokumentarfilme von Petra Tschörtner aus dem Jahr 1990.

## Handlung
Der Rentner Schinkel unterhält sich nach dem Einkaufen auf dem Heimweg mit zwei bekannten Damen und erzählt, dass er in den nächsten Tagen mit seiner Frau in ein Feierabendheim ziehen wird. Sein Sohn ist dagegen, jedoch hat sein Schwiegersohn bereits alles organisiert, meldet sich aber seither nicht mehr. Der Sohn hilft den Eltern allein beim Umzug in das Heim, in welches sie mit Sicherheit nicht gern einziehen. Auch am Aufnahmegespräch nimmt er teil, was die Heimleiterin zu würdigen weiß. Jeder Bewohner hat eine Akte, in die die wichtigsten Angaben zur Person eingetragen werden. Nur die Frage nach der Reglung des Nachlasses können die ehemalige Schneiderin und der ehemalige Fahrer der Berliner Verkehrsbetriebe nicht sofort beantworten. Anschließend ziehen sie in ihr gemeinsames Zimmer, nehmen den Fernsehapparat in Betrieb und verbringen den Abend mit Kartenspielen.
Die nächste Einstellung beginnt mit dem normalen Alltag in dem Feierabendheim. Zum Frühstück stehen die Bewohner in dem sehr langen Flur vor ihren Zimmertüren, um sich von der, mit einem Servierwagen vorbeifahrenden Küchenhilfe, das Frühstück geben zu lassen. Zum normalen Alltag gehört auch die Neubelegung der Zimmer. Eine Betreuerin spricht mit Frau Utes über ihre neue Mitbewohnerin, die bei ihr einziehen soll, denn sie bewohnt ein Zweibettzimmer. Das Gespräch wird so geführt, als hätte Frau Utes einen Einfluss auf die Belegung, jedoch hegt diese, nach der Bekanntmachung mit Frau Scholz, den Eindruck, dass es Probleme geben kann, denn Frau Scholz hat eine schlechte Augenpartie. Weitere Bewohner erzählen nun im Film, wie, wann und warum sie in dieses Heim gekommen sind, auch über ihre ehemaligen Besuche wird gesprochen. Die meisten sind nicht gern im Heim, sehen aber keine andere Möglichkeit, denn ihre Kinder wollen oder können sie nicht pflegen. Eine Heiminsassin beschwert sich, dass es im Heim zu wenig Angebote gibt. Sie geht sogar so weit, dass man dort stumpfsinnig wird. Gott sei Dank kann sie noch gut lesen, was ein Vorteil gegenüber den anderen ist, die nach ihrer Meinung hier ganz und gar versauern.
Nach einer gemeinsamen Feier zum 40. Geburtstag der DDR mit den Heimbewohnern und den Beschäftigten mit Musikvorträgen und Gesang von Kindergartenkindern, in der auch von der Heimleiterin die großen Erfolge gewürdigt werden, führt das Filmteam weitere Befragungen durch. Auch eine leichte Kritik an der Staatsführung der DDR ist, selbst von einem Mitglied der SED, hier nicht zu überhören. Die nächste Einstellung zeigt vier Frauen, die gemeinsam ein Zimmer bewohnen, obwohl es auch Einzelzimmer gibt, was sie aber nicht stört, denn sie sind ja alle gesund. Doch auch Ehepaare wohnen nicht immer zusammen, was an einem Herrn gezeigt wird, der drei Mal täglich in das Zimmer seiner Frau, die mit einer anderen Frau zusammen wohnt, geht um sie zu füttern. Er macht das gern, da er überzeugt davon ist, dass sie genau so handeln würde, wenn es ihn getroffen hätte.
Bei der Ausgabe des Abendessens, die fast genauso abläuft, wie beim Frühstück, ist diesmal eine Krankenschwester beteiligt, die den Bewohnern Hilfestellung bei der Zubereitung gibt. Hier sehen wir auch einen jungen Mann, der nur unter den alten Leuten ist, da er im Rollstuhl sitzt.

## Produktion und Veröffentlichung
Die Dramaturgie lag in den Händen von Jochen Wisotzki.
Unsere alten Tage wurde, von der Künstlerischen Arbeitsgruppe kinobox, unter dem Arbeitstitel Familienverhältnisse in Schwarzweiß gedreht und hatte am 8. März 1990 seine erste nachweisbare Aufführung in der Reihe Angebote im Berliner Kino Babylon.

## Kritik
Nach der Meinung von Margit Voß in der Berliner Zeitung gehört dieses Werk zu einer Reihe von Filmen, die die beklemmende Zeugnisse einer lange währenden Verdrängung darstellen.: 

„Da werden Wunden offen gelegt, die lange unter der Haut brannten, Konflikte benannt, die auszuhalten die Menschen in der DDR nicht mehr bereit waren.“